# European Hernia Society
Die European Hernia Society (EHS) ist ein Zusammenschluss von Medizinern, der sich mit Bauchwandchirurgie befasst. Die Vereinigung wurde 1979 zunächst von französischen Ärzten unter dem Namen GREPA (Groupe de Recherche et d’Etudes de la Paroi Abdominale) gegründet, dann aber zuletzt 1998 in den jetzigen Namen geändert, um einen gesamteuropäischen Ansatz zu unterstreichen. Die Vereinigung hat 19 nationale Untergruppen und insgesamt über 1100 Mitglieder. Sie ist maßgeblich an der Erstellung von Leitlinien zur Behandlung von Hernien beteiligt, die unter anderem in Deutschland empfohlen werden.

## Geschichte
Der ursprüngliche Name der Gesellschaft lautete „Groupe de Recherche et d'Etudes de la Paroi Abdominale“ – GREPA (Gruppe für die Erforschung und Untersuchung der Bauchdecke).
Die Gründungsmitglieder waren JP Chevrel (Paris), P. Duchêne (Paris), J. Escat (Toulouse), PL Fagniez (Paris), J. Hureau (Paris), J. Laygue (Paris), J. Périssat (Bordeaux), D. Rigault (Paris), J. Rives (Reims) und R. Stoppa (Amiens).
Jean Layque war der erste Präsident und die erste Sitzung fand 1979 in Paris statt. Die Gruppe blieb zunächst unter sich und organisierte einen jährlichen Workshop in Paris-Bobigny unter dem Vorsitz des ersten Generalsekretärs, JP Chevrel. Mit der Aufnahme des ersten italienischen Chirurgen, gefolgt von Chirurgen aus anderen europäischen Ländern, wuchs die GREPA allmählich über die nationalen Grenzen hinaus.
Im Jahr 1997 wurde die Zeitschrift HERNIA, Journal of Hernia and Abdominal Wall Surgery, die offizielle Zeitschrift der GREPA und der AHS (American Hernia Society) gegründet, um die wissenschaftliche Arbeit der GREPA und anderer nationaler und internationaler Gesellschaften international zu verbreiten. Die Assoziation der Gesellschaft mit dieser Zeitschrift wurde 2018 durch den Verlag auf „affiliation“ zurückgestuft.
Im Jahr 1998 wurde der Name GREPA in European Hernia Society – GREPA geändert, jedoch bald in EHS-GREPA abgekürzt. Im Jahr 1999 wurde eine Internetseite herniaweb.com eingerichtet, die 2002 in hwww.herniaweb.org und später in die aktuelle Webadresse geändert wurde.
Im Jahr 2021 änderte sich der Name der Gesellschaft in EHS, mit einem Rebranding.

## Verwaltung
Der Vorstand ist das Gremium, das die Vereinigung leitet, verwaltet und vertritt. Er setzt sich zusammen aus einem Präsidenten, einem Generalsekretär, einem Präsidenten elect, einem Schatzmeister und neun Sekretären der verschiedenen beratenden Ausschüsse.